# Vincent Ier de Mantoue
 (janvier 2022).
Si vous disposez d'ouvrages ou d'articles de référence ou si vous connaissez des sites web de qualité traitant du thème abordé ici, merci de compléter l'article en donnant les références utiles à sa vérifiabilité et en les liant à la section « Notes et références ».
Vincent Ier de Mantoue, duc de Mantoue et de Montferrat (en italien : Vincenzo I Gonzaga), est un prince italien de la maison de Gonzague, né le 21 septembre 1562 à Mantoue et mort le 18 février 1612 à Mantoue. Il est le quatrième duc de Mantoue et le deuxième duc de Montferrat de 1587 à 1612.
Fils aîné de Guillaume Ier de Mantoue et d'Éléonore d'Autriche, il succède à son père qui meurt en 1587. Il est alors âgé de vingt-cinq ans.

## Biographie

### Un prince «baroque»
À l'opposé de son père, sévère conservateur, Vincent est d'un naturel pour le moins exubérant voire mégalomane. Il raffole du luxe, des femmes, de l'art. Autant son père a pu être précautionneux, discret et économe, autant Vincent va être irréfléchi, démonstratif et dispendieux. Rien de ce qui est excessif ne lui est étranger. Le luxe, l'élégance, le plaisir, les femmes, le spectacle offert, la collection effrénée d'œuvres d'art, les fêtes « pharaoniques », les voyages où l'important est de faire étalage de ses biens devant les cours européennes visitées.
Vincent restera dans la mémoire de ceux qui le côtoient et pour la postérité, le plus spectaculaire de tous les princes de la famille Gonzague. Il est aussi primesautier ; dans sa quête perpétuelle d'aventures nouvelles, il passe d'un objectif à l'autre, quitte un endroit pour un autre, une cour pour une autre, sur un coup de tête, il abandonne un but qu'il s'était fixé la veille pour un autre et mieux en changer le jour suivant.

### Un prince collectionneur et mécène
Une seule passion le tiendra constamment en haleine, c'est ce qu'on appellerait aujourd'hui sa « collectionite » : la chasse aux œuvres d'art est sa marotte, une passion viscérale pour le beau et le précieux, quasiment légendaire, qui le fait courir aux quatre coins de l'Europe et rencontrer les plus grands artistes de cette seconde partie du Cinquecento. C'est à lui qu'est dû le séjour à Mantoue, vers 1601, de Rubens sans doute rencontré à Venise et qui peindra pour lui plusieurs œuvres dont La famille Gonzague.
L'architecture l'intéresse également. C'est ce qui l'amènera à faire effectuer d'importantes interventions architecturales sur le Palais ducal : comme son père Guillaume et comme le fera ultérieurement son fils Ferdinand, il mettra un point d'honneur à embellir la résidence principale de la famille. Par contre, l'étonnement du visiteur sera l'unique ligne de conduite de Vincent et son palais devra dépasser en luxe et en beauté n'importe quel autre lieu.
Autre domaine artistique, la musique l'intéresse. Cela l'amènera à être le protecteur de Claudio Monteverdi qui commença à travailler à la cour de Mantoue en 1590 comme chanteur et violoniste, puis, à partir de 1602, comme maître de la musique du prince. Ses principales créations seront L'Orfeo en 1607, un des premiers opéras de l'histoire de la musique, et le non moins célèbre Lamento, extrait de son second opéra, L'Arianna, créé en 1608 (le reste de cet opéra brûla avec douze autres, au cours d'une guerre, du vivant même de Monteverdi). C'est à Mantoue également que seront chantées pour la première fois les Vêpres de la Vierge (1610), du même.

### Un prince reconnu par ses pairs
L'empereur l'adoubera chevalier de l'ordre de la Toison d'or en 1589 puis le fera comte de Rodigo et Rivalta en 1591 et, en 1593, il sera élevé au rang de prince du Saint-Empire romain germanique.
En 1589, il élève le fief de Grane en marquisat.

### Mariages et postérité
Le 2 mars 1581 à Plaisance, à l'âge de dix-huit ans, Vincent, alors prince héritier, épouse Marguerite Farnèse (1567-1643), fille d'Alexandre Farnèse, duc de Parme et de Plaisance et de Marie de Portugal, âgée de quatorze ans. Le mariage, sans postérité, est annulé dès 1583 et Marguerite entre en religion.
Le 29 avril 1584 à Mantoue, Vincent épouse en secondes noces sa cousine, Éléonore de Médicis (1566-1611), fille de François Ier de Médicis, grand-duc de Toscane et de Jeanne d'Autriche, et sœur de Marie de Médicis, qui devient reine de France en épousant Henri IV en 1600.
Ils ont six enfants :
- François (1586-1612) qui sera le 5e duc de Mantoue, sous le nom de François IV, et le 3e duc de Montferrat, sous le nom de François II ; il épouse en 1608 Marguerite de Savoie (1589-1655) ;
- Ferdinand (1587-1626) qui sera le 6e duc de Mantoue, et le 4e duc de Montferrat ; il épouse en 1617 Catherine de Toscane (1593-1629) ;
- Guillaume (Guglielmo Dominico Lungaspada) (1589-1591) ;
- Marguerite (1591-1632) qui épouse, en 1606, Henri II, duc de Lorraine et de Bar (1563-1624) ;
- Vincent (1594-1627) qui sera le 7e duc de Mantoue et le 5e duc de Montferrat ; cardinal (1615) (contracte un mariage secret en 1617) ;
- Éléonore (1598-1655) qui épouse, en 1622, l'empereur Ferdinand II.

### Mort
Vincent Ier meurt en 1612, à l'âge de quarante-neuf ans (comme son père).

## Ascendance

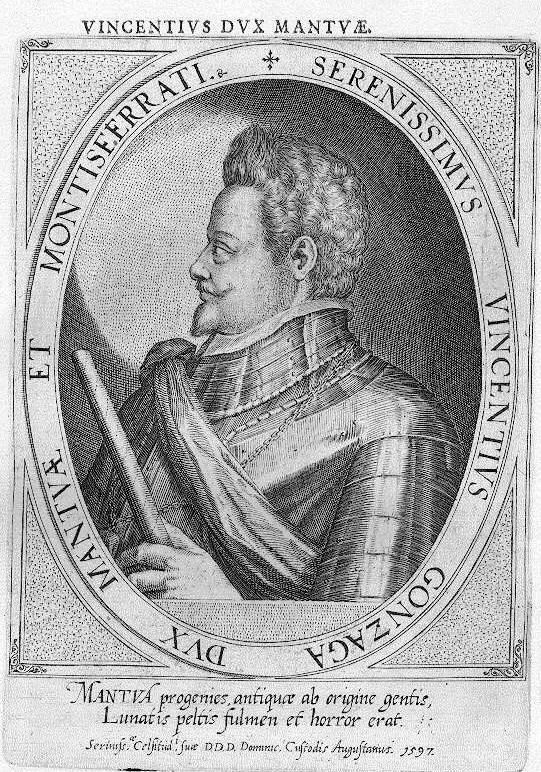
Vincent Ier, duc de Mantoue et Montferrat, 1597Mantua progenies, antiquae ab origine gentis Lunatis peltis fulme et horor erat Race de Mantoue, descendant d'une antique famille, ses boucliers en lune portaient foudre et effroi